# Vesperian Sorrow
Vesperian Sorrow – amerykański zespół muzyczny grający symfoniczny black metal. Został założony w Austin, w Teksasie, w 1996 roku.

## Dyskografia

### Dema
- Unholy Descent (1998)

### Albumy
- Beyond the Cursed Eclipse (1999)
- Psychotic Sculpture (2001)
- Regenesis Creation (2006)
- Stormwinds Of Ages (2012)

## Muzycy

### Aktualni członkowie
- Kristoph − perkusja, klawisze
- William − gitara
- James Hardin − gitara
- Tony C. − gitara basowa
- Donn Donni − wokal

### Byli członkowie
- - Gitara:
- JZD
- Magnus
- Raymond

- - Gitara basowa:
- Chuck
- Dios Malvado
- Malydios

- - Inni:
- Mike V. − klawisze, gitara akustyczna
- Matthias − klawisze
- Corinne Alexandria – klawisze